# (+)-Alfa-barbatenska sintaza
(+)-Alfa-barbatenska sintaza (EC 4.2.3.69, AtBS) je enzim sa sistematskim imenom (2E,6E)-farnezil-difosfat difosfat-lijaza (formira (+)-alfa-barbaten). Ovaj enzim katalizira sljedeću kemijsku reakciju
(2E,6E)-farnezil difosfat {\displaystyle \rightleftharpoons } (+)-alfa-barbaten + difosfat
Rekombinirajući enzim iz biljke Arabidopsis thaliana formira 27.3% alfa-barbatena, 17.8% tujopsena i 9.9% beta-hamigrena.

## Vanjske poveznice
- MeSH (+)-alpha-barbatene+synthase